# Barbara Flerow-Bułhak
Barbara Flerow-Bułhak (dates de naixement i mort desconegudes) va ser una mestra d'escacs polonesa. Va ser participant del Campionat del món d'escacs femení de 1937.

## Biografia
Barbara Flerow-Bułhak va participar en les dues primeres finals del Campionat d'escacs femení de Polònia. El 1935, va ocupar-hi el 7è lloc, mentre que el 1937 hi fou subcampiona (les dues finals es van jugar a Varsòvia). També va participar en el Campionat d'escacs femení de Varsòvia dues vegades, on el 1936 va ocupar el segon lloc, i el 1937 va compartir juntament amb Regina Gerlecka el 1r – 2n lloc.
El 1937 a Estocolm va participar al Campionat del Món d'escacs femení i va compartir-hi el 17è al 20è lloc (torneig guanyat per Vera Menchik).